# A Iluminante
A Iluminante, ou Grupo Desportivo d'A Iluminante (D.A.I.) foi a primeira equipa de ciclismo verdadeiramente profissional em Portugal.

## Resumo Histórico

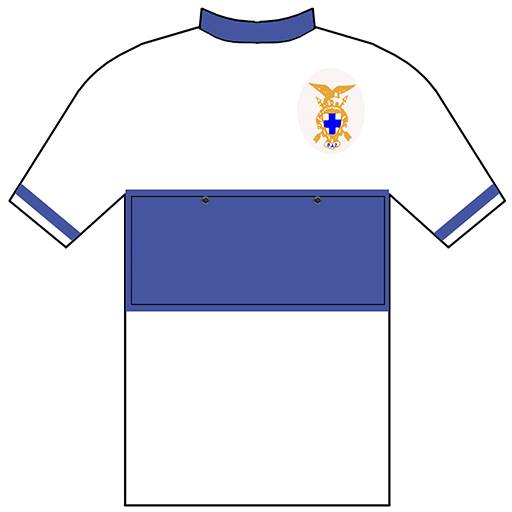
Camisola da Iluminante (1942)

Criada em 1942, por iniciativa de Amadeu Seabra, Administrador da firma de artigos eléctricos com o mesmo nome (A Iluminante), sediada na Avenida Almirante Reis, 4 a 6, pertença da família Viúva Lamego, contrata os melhores ciclistas da época, bem como o melhor treinador, Alfredo Luiz Piedade, rodeando-se de um staff técnico superior, de que fazia igualmente parte Abílio Gil Moreira, com carros de apoio e assistência mecânica e fabricando uma bicicleta de marca "Flecha", aproveitando-se do fecho da secção de ciclismo do Sport Lisboa e Benfica nos finais de 1941.
De 1942 a 1946, mantém uma forte concorrência com as principais equipas de ciclismo da altura, Sporting, Porto e Sangalhos, assumindo a liderança em muitos períodos desses anos, nomeadamente no ano da sua fundação, em 1942 e do seu encerramento, 1946.
Juntamente com o Sporting Clube de Portugal, mantém vivo o ciclismo de competição em Portugal, nos anos negros da Segunda Guerra Mundial, promovendo provas velocipédicas de pista no Velódromo do Estádio do Lumiar, que arrastavam multidões entusiasmadas na sua assistência, a fim de presenciar os duelos entre os dois maiores sprinters e pistards da altura, Eduardo Lopes (Iluminante) e João Lourenço (Sporting).
Envia ainda os seus ciclistas, Eduardo Lopes, Alberto Raposo e José Martins, conjuntamente com João Lourenço do Sporting, a participar em provas velocipédicas em Espanha, granjeando grande fama no país vizinho, que os apelidava de "Los 4 Mosqueteros", tal era a classe demonstrada na competição directa com os melhores pistards espanhóis e italianos.

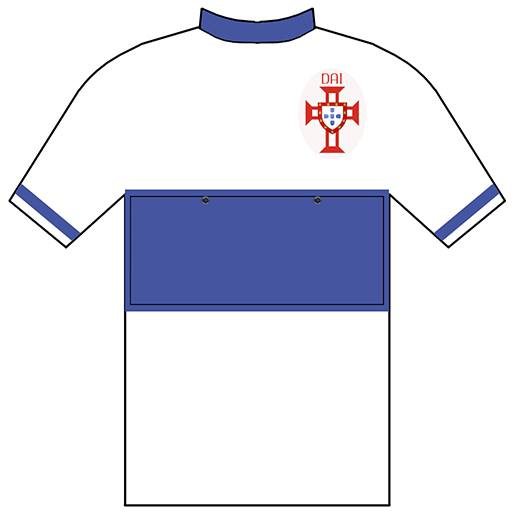
Camisola da Iluminante (1946)

Encerra a sua actividade em 1946, por insolvência.

## Principais Vitórias
Para além de várias vitórias em diversas provas, vence a prova clássica do Porto-Lisboa em 1942, através de Eduardo Lopes, conquistando os 3 primeiros lugares, com Alberto Raposo e José Martins nos lugares subsequentes e a Volta a Portugal de 1946, através de José Martins, vencendo igualmente enquanto equipa, classificando-se na 1ª posição da Geral Final.